# مالهوا
مالهوا (به لاتین: Malhewa) یک منطقهٔ مسکونی در سری‌لانکا است که در استان مرکزی (سری‌لانکا) واقع شده‌است.